# Liste der Naturdenkmale in Bad Bergzabern
Die Liste der Naturdenkmale in Bad Bergzabern nennt die im Gemeindegebiet von Bad Bergzabern ausgewiesenen Naturdenkmale (Stand 23. Mai 2024).

## Naturdenkmale
| Nr.         | Bezeichnung                           | Lage                                                               | Beschreibung                       | Bild                                    |
| ----------- | ------------------------------------- | ------------------------------------------------------------------ | ---------------------------------- | --------------------------------------- |
| ND-7337-176 | Edelkastaniengruppe                   | Bad Bergzabern, nordwestlich der Stadt auf dem Liebfrauenberg Lage | Castanea sativa, mehrere Bäume     | Direkt Bild zu diesem Denkmal hochladen |
| ND-7337-177 | Alter Friedhof mit seinem Baumbestand | Bad Bergzabern, Friedhofstraße Lage                                | flächenhaftes Naturdenkmal         | mehr Fotos \| Fotos hochladen           |
| ND-7337-251 | Zwei Magnolienbäume                   | Bad Bergzabern, Weinstraße, bei Nr. 75 Lage                        | Magnolia × soulangeana, zwei Bäume | mehr Fotos \| Fotos hochladen           |

## Ehemalige Naturdenkmale
| Nr. | Bezeichnung | Lage                                             | Beschreibung                                    | Bild                                    |
| --- | ----------- | ------------------------------------------------ | ----------------------------------------------- | --------------------------------------- |
|     | Winterlinde | Blankenborn, Zum Abtskopf, in der Ortsmitte Lage | Tilia cordata; Rechtsverordnung 1993 aufgehoben | Direkt Bild zu diesem Denkmal hochladen |